# Claus Bury

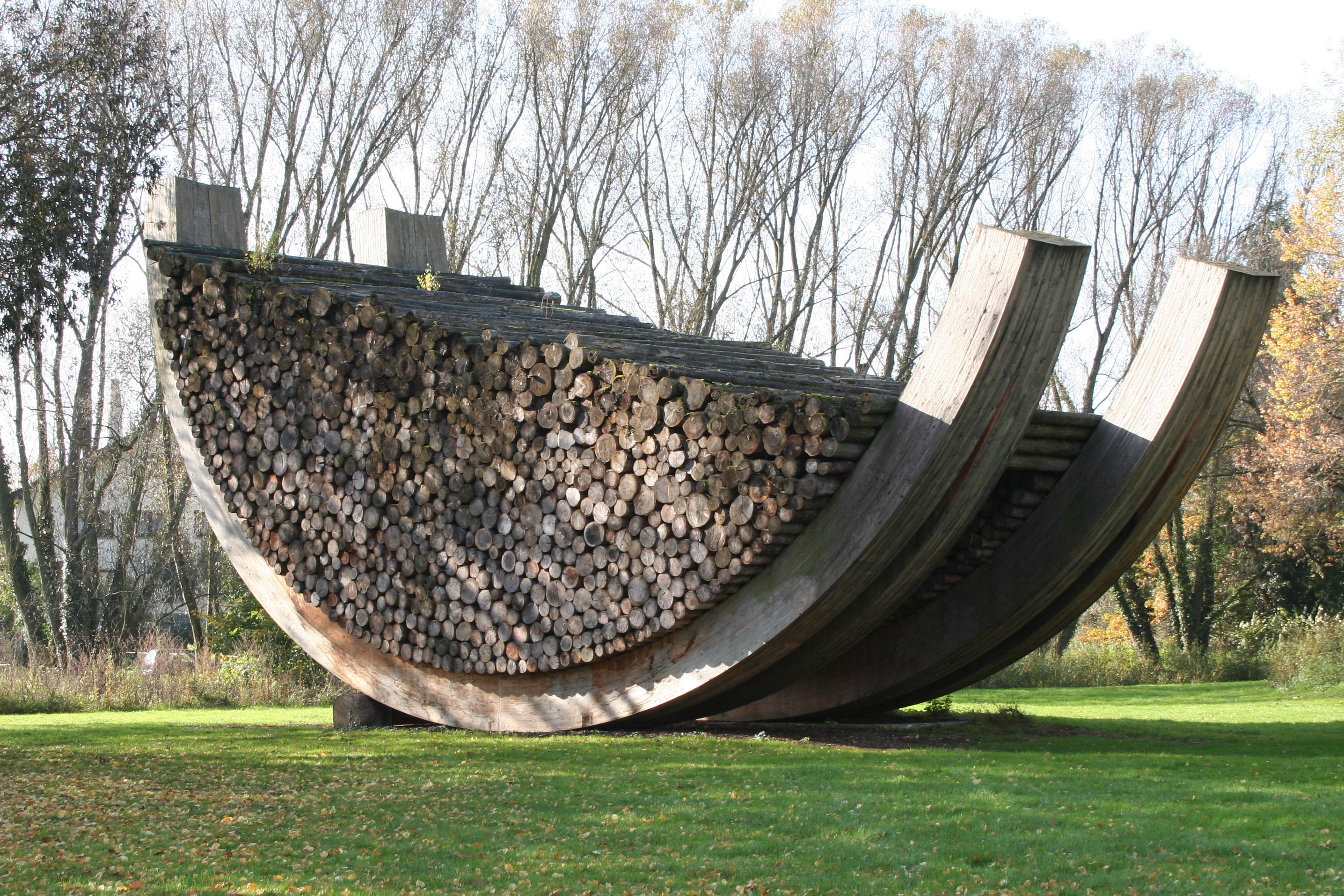
Scultura di Bury

Claus Bury (Gelnhausen, 29 marzo 1946) è uno scultore tedesco; è principalmente noto per le sue sculture monumentali e architettoniche situate negli spazi pubblici.

## Mostre
- 1984 Museo Ludwig, Colonia
- 1986 Museo Wilhelm-Lehmbruck, Duisburg
- 1987 Museo Wiesbaden
- 1989 Museo Nazionale Germanico, Norimberga
- 1989 Kunstverein Springhornhof, Neuenkirchen
- 1990 Helen Drutt Gallery, New York
- 1994 Museo Folkwang, Essen
- 1994 Musei della città di Gotha, Schloss Friedenstein
- 1995 Hessian State Museum Darmstadt
- 2001 Museo Heydt, Wuppertal; Suermondt Ludwig Museum, Aquisgrana
- 2002 Municipio d'arte comunale, Mannheim
- 2007 Opposite, Deutsches Architekturmuseum, Francoforte (DAM)
- 2010 Neues Museum di Norimberga
- 2014-2016 Neues Museum Weimar; Museum Pfalzgalerie Kaiserslautern (dal 14 marzo al 7 giugno 2015); Hanau History Museum (dal 3 aprile al 3 luglio 2016)